# Быковская, Людмила Анатольевна
Людмила Анатольевна Быковская (1937—2013) — российский физик (молекулярная спектроскопия), лауреат Государственной премии СССР (1986).
Родилась 16 июня 1937 года.
Окончила физический факультет МГУ (1962).
В 1962—1970 годах — инженер ВНИИ медицинского оборудования, учитель физики в школе, научный сотрудник ВНИИ источников тока, преподаватель МГПИ имени Ленина.
С 1 мая 1970 по 15 августа 1992 года — научный сотрудник отдела молекулярной спектроскопии ИСАН. По совместительству преподавала на кафедре квантовой оптики МФТИ.
Лауреат Государственной премии СССР (1986, в составе коллектива) — за цикл работ «Фотовыжигание стабильных спектральных провалов и селективная спектроскопия сложных молекул» (за работы по селективному лазерному возбуждению люминесценции замороженных растворов).
Умерла 26 декабря 2013 года в больнице. Похоронена на Хованском кладбище.